# Gerd Faltings
Gerd Faltings (Gelsenkirchen, 28 de julho de 1954) é um matemático alemão conhecido por seu trabalho em geometria aritmética.

## Educação
De 1972 a 1978, Faltings estudou matemática e física na Universidade de Münster. Em 1978 ele recebeu seu PhD em matemática.

## Carreira e pesquisa
Em 1981 obteve o venia legendi (habilitação) em matemática, ambos pela Universidade de Münster. Durante esse tempo, ele foi professor assistente na Universidade de Münster. De 1982 a 1984, foi professor da Universidade de Wuppertal.
De 1985 a 1994, ele foi professor na Universidade de Princeton. No outono de 1988 e no ano acadêmico de 1992-1993, ele foi um pesquisador visitante no Institute for Advanced Study.
Em 1986, ele foi premiado com a Medalha Fields no ICM em Berkeley por provar a conjectura de Tate para variedades abelianas em campos de números, a conjectura de Shafarevich para variedades abelianas em campos de números e a conjectura de Mordell, que afirma que qualquer curva projetiva não singular do gênero g > 1 definido sobre um campo numérico K contém apenas um número finito de K- pontos racionais. Como um medalista Fields, ele deu uma palestra plenária do ICM Progressos recentes na geometria algébrica aritmética.
Em 1994, como palestrante convidado do ICM em Zurique, ele deu uma palestra Mumford-Stabilität in der algebraischen Geometrie. Estendendo os métodos de Paul Vojta, ele provou a conjectura de Mordell-Lang, que é uma generalização da conjectura de Mordell. Junto com Gisbert Wüstholz, ele reprovou o teorema de Roth, pelo qual Roth havia recebido a medalha Fields em 1958.
Em 1994, ele retornou à Alemanha e, de 1994 a 2018, foi diretor do Instituto Max Planck de Matemática em Bonn. Em 1996, ele recebeu o Prêmio Gottfried Wilhelm Leibniz da Deutsche Forschungsgemeinschaft, que é a maior homenagem concedida na pesquisa alemã.
Faltings foi o supervisor formal de Shinichi Mochizuki, Wieslawa Niziol, Nikolai Dourov.

## Condecorações
- 1986 Medalha Fields (Palestra Plenária: Recent progress in arithmetic algebraic geometry.))
- 1988/1989 Bolsa Guggenheim
- 1991: Membro Correspondente da Academia de Ciências de Göttingen[5]
- 1994 palestrante convidado do Congresso Internacional de Matemáticos em Zurique (Mumford-Stabilität in der algebraischen Geometrie)
- 1996 Prêmio Gottfried Wilhelm Leibniz
- 2008 Prêmio Staudt
- 2009 Ordem do Mérito da República Federal da Alemanha[6]
- 2010 Prêmio Heinz Gumin[7]
- 2012: Doutor honoris causa da Universidade de Münster[8]
- 2014 Prêmio Internacional Rei Faisal
- 2015 Prêmio Shaw com Henryk Iwaniec
- 2016 membro estrangeiro da Royal Society
- 2017 Medalha Cantor
- 2018 membro estrangeiro da Academia Nacional de Ciências dos Estados Unidos